# Parque nacional del Valle Hatila

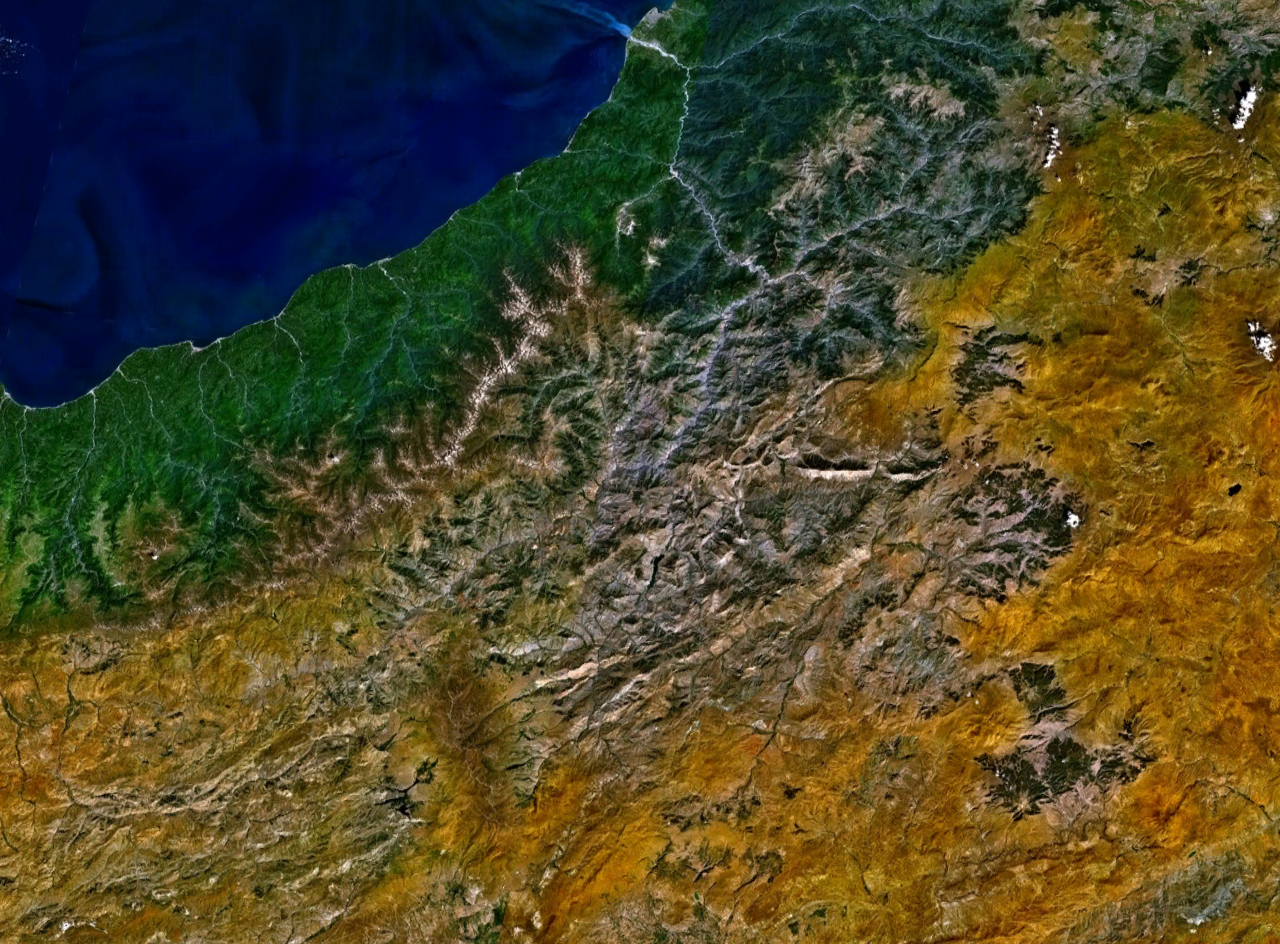
Las montañas Kaçkar

El parque nacional del Valle Hatila (en turco: Hatila Vadisi Millî Parkı) es un parque nacional de la provincia de Artvin, en el noreste de Turquía. Está formado por un valle fluvial de lados escarpados en el extremo oriental de las montañas Kaçkar. La zona está cerca del mar Negro y tiene un clima mediterráneo con veranos cálidos, inviernos frescos y abundantes precipitaciones durante todo el año. El valle proporciona hábitats para una comunidad diversa de plantas y animales.

## Parque
El río Hatila es un afluente del río Çoruh y ha esculpido un valle estrecho y escarpado en forma de V con muchas cascadas. La roca es en su mayor parte de origen volcánico y tiene una estructura geomorfológica y una geología inusuales, que han creado un paisaje distintivo. El parque ocupa una superficie de unas 16.900 hectáreas. Las partes bajas del valle son secas y cálidas, pero las altas son frescas y húmedas, con una capa de nieve en invierno. El valle tiene una densa vegetación, sobre todo en sus secciones media y baja. Entre 1994 y 1997, un estudio botánico identificó 769 especies de plantas en 87 familias y 324 géneros.

## Flora

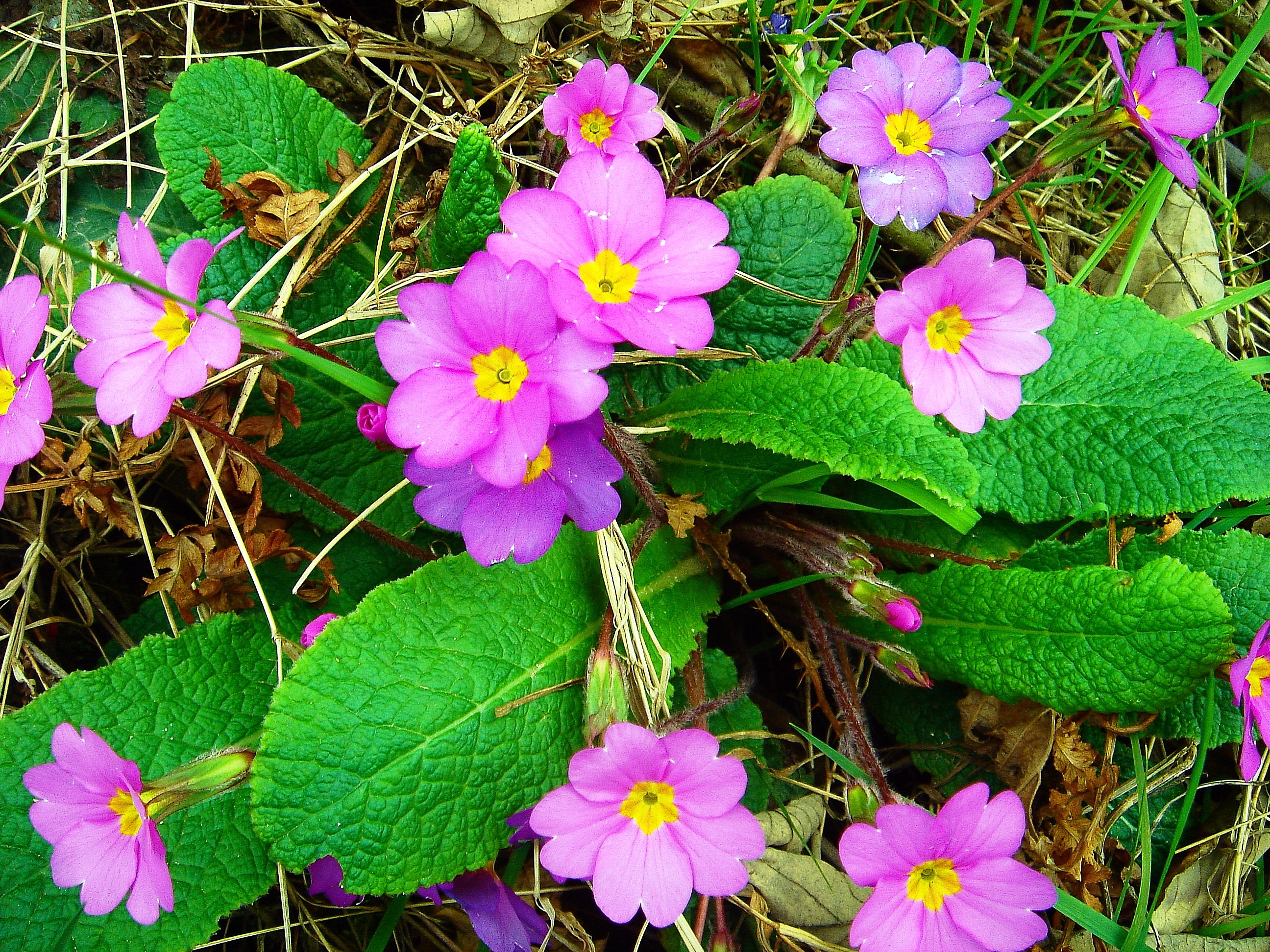
Primula vulgaris subsp. sibthorpii

Los bosques de las laderas de las montañas del parque están formados por especies de árboles de hoja caduca y de hoja perenne. Estos incluyen el roble albar, el castaño, el carpe oriental, el carpe común, el aliso negro, el haya oriental, el abeto oriental , el abeto caucásico y el pino silvestre . En las laderas más altas, se suma el álamo temblón común, así como el rododendro, el enebro, vaccinium, el sauce, el abedul y la frambuesa europea.
El valle Hatila tiene una flora muy rica y una larga temporada botánica, con diferentes períodos de floración para diferentes zonas según la altitud. En primavera, en las partes bajas del valle, los claros del bosque florecen con eléboros, magenta Cyclamen coum, azul Capadociana navelwort y rosa Primula vulgaris subsp. sibthorpii . Más arriba en el valle, y unas semanas más tarde, Primula vulgaris florece profusamente y al menos cinco especies de campanillas crecen allí, incluido el recientemente descrito Galanthus koenenianus. Los prados de heno y los claros del bosque en las elevaciones más altas están en su mejor momento en pleno verano. Allí florecen varias especies de <i>Geranium</i>, incluido el cranesbill armenio, la flor del globo, pedicularis y una variedad de orquídeas terrestres. Más alto aún, el bosque da paso a matorrales con espino amarillo, abedul y rododendro, incluido el Rhododendron luteum de flores amarillas. Aquí crecen lirios amarillos, la peonía de Wittmann y la Aquilegia olympica de flores azules y blancas. Más arriba aún hay páramos y pastos alpinos con muchas especies de plantas bulbosas, incluidas las estrellas de Belén, Scilla siberica y Scilla rosenii. Entre los pastos cortos crecen prímulas, entre ellas Primula auricula en lugares húmedos, gencianas, pensamientos de montaña, campanillas y betonía. En otoño hay varias variedades de azafrán y también colchicum.

## Fauna

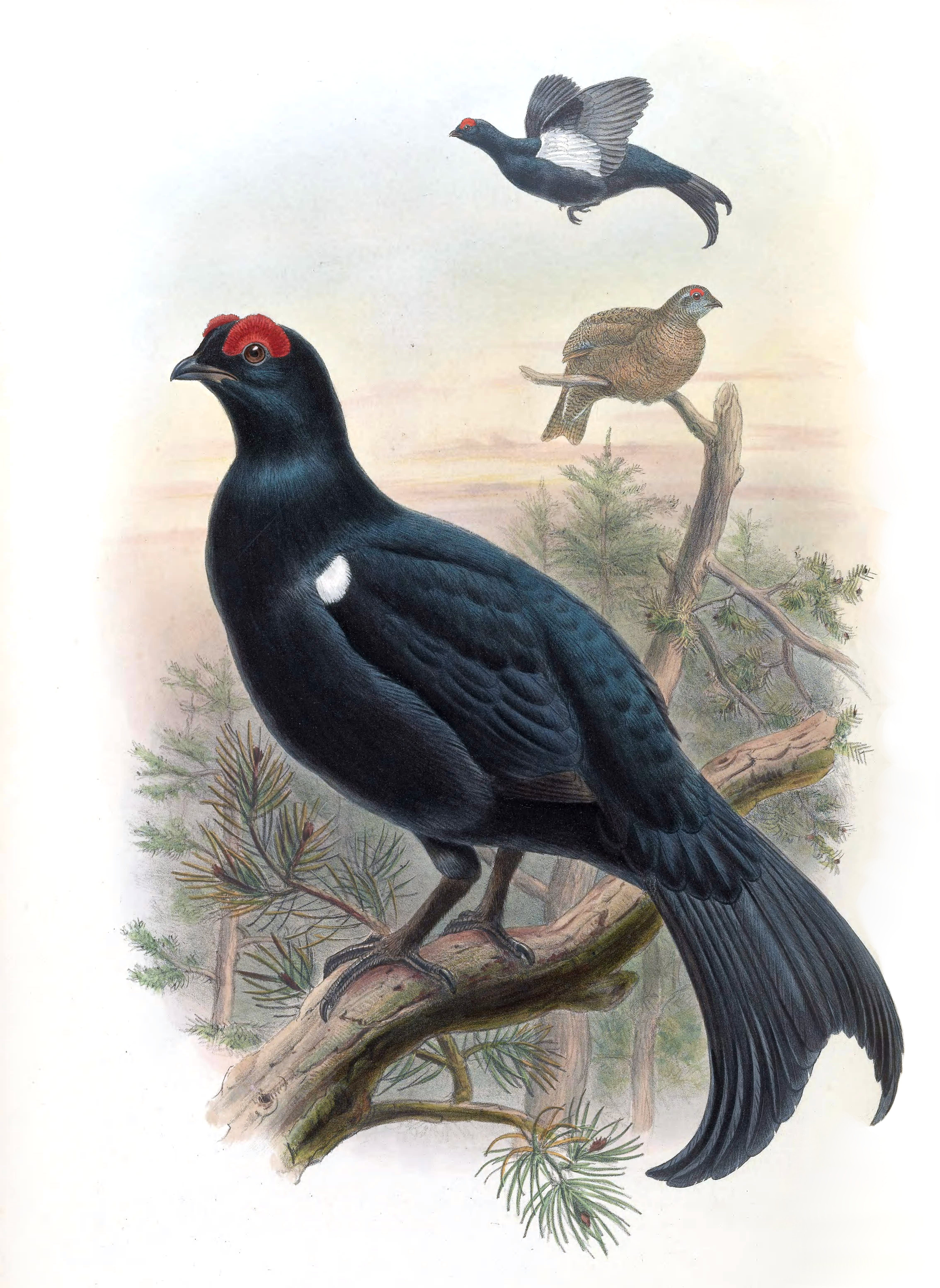
Urogallo caucásico

El bosque natural del parque nacional del Valle Hatila y sus alrededores es rico en vida silvestre. Los grandes mamíferos que se encuentran aquí incluyen el lobo gris, el zorro rojo, el lince, el leopardo, el oso pardo, la cabra salvaje, el rebeco, el corzo, el jabalí y la liebre europea . Muchas aves rapaces pasan por allí durante sus migraciones, y aquí se pueden ver el águila real, el ratonero de patas largas, el halcón peregrino, el gallo nival del Caspio, el urogallo caucásico, la perdiz chukar y la perdiz gris.

## Instalaciones
Se llega al parque por una carretera de 10 km desde Artvin. El alojamiento está disponible en bungalows, caravanas o tiendas de campaña.